# Pasasjärvi
Pasasjärvi är en sjö i Finland. Den ligger i kommunen Enare i landskapet Lappland, i den norra delen av landet, 900 km norr om huvudstaden Helsingfors. Pasasjärvi ligger 143,8 meter över havet. Arean är 6,6 kvadratkilometer och strandlinjen är 19,31 kilometer lång. Sjön  ingår i Pasvik älvs huvudavrinningsområde.   Den sträcker sig 4,7 kilometer i nord-sydlig riktning, och 5,9 kilometer i öst-västlig riktning.
I övrigt finns följande i Pasasjärvi:
- Hanhisaari (en ö)